# Beziehungen zwischen Marokko und Mauretanien
Die Beziehungen zwischen Marokko und Mauretanien (arabisch العلاقات المغربية الموريتانية) beschreiben das zwischenstaatliche Verhältnis von Mauretanien und Marokko, zwei Ländern des Maghreb in Westafrika. Die beiden Länder teilen seit 1975 eine Grenze, seit Spanien sich aus der Westsahara zurückgezogen hat, von welcher der größte Teil de facto unter marokkanischer Kontrolle steht. Die Souveränität dieses Territoriums bleibt umstritten und die Westsahara-Frage belastet die Beziehungen zwischen Marokko und Mauretanien.

## Geschichte
Die Sultane von Marokko haben schon immer einen gewissen Einfluss über die Oasen ausgeübt, welche das Gebiet des heutigen Mauretanien bilden, besonders seit der Expansion der Almoraviden, der Machtausdehnung, deren Ausgangspunkt am Ribāt der Insel Tidra in der Arguin-Sandbank. Obwohl die Chutba seitdem häufig im Namen der Sultane von Fès und Marrakesch gehalten wurde, ging die von diesen ausgeübte politische Kontrolle selten über das Oued Noun im Süden hinaus. Während der Kolonialzeit war Mauretanien administrativ ein Bestandteil von Französisch-Westafrika. Ab den 1940er Jahren formulierte die Istiqlal-Unabhängigkeitsbewegung irredentistische Thesen, die insbesondere die Rückgabe aller Gebiete nördlich des Senegal forderten. Noch heute sorgt die Popularität der Groß-Marokko-These von marokkanisch-nationalistischen Kreisen in Mauretanien für Misstrauen. Dies zeigt sich beispielsweise in der diplomatischen Krise, die 2016 durch Abdelhamid Chabats Äußerungen zum „Marokkanismus“ Mauretaniens ausgelöst wurde.
Am 10. Februar 1958 Am 10. Februar 1958 wurde die Operation Ouragan / Écouvillon gemeinsam von der französischen (von mauretanischem Territorium aus) und der spanischen Armee gestartet, um die Südliche Befreiungsarmee zu zerschlagen, die nach der Unabhängigkeitserklärung Marokkos in der „spanischen Sahara“ aktiv war. Die vorübergehende Aufrechterhaltung der Souveränität Spaniens über die Westsahara dämpfte Marokkos territoriale Ziele gegenüber Mauretanien. Mauretanien erklärte am 28. November 1960 seine Unabhängigkeit von Frankreich, Marokko erkannte diese jedoch erst 1969 an.
Im Jahr 1972 bat Gaddafi Mauretanien, die Frente Polisario zu bewaffnen, um bei der Gründung einer Sahara-Befreiungsbewegung zu helfen, doch der damalige Präsident Moktar Ould Daddah lehnte ab, da er sich nicht gegen Marokko stellen wollte, welches das Gebiet beanspruchte. 1975 wurden die Madrider Abkommen (اتفاقية مدريد‎) geschlossen. Marokko eroberte die nördlichen zwei Drittel der Westsahara zurück, während Mauretanien das südliche Drittel kontrollierte. Im folgenden Jahr mischte sich Algerien in den Konflikt ein und bewaffnete die Frente Polisario massiv. Letztere führte im Rahmen des Westsahara-Krieges mehrere Militäroperationen gegen Mauretanien durch und zwang Mauretanien Marokko und insbesondere Frankreich, welches in der Operation Lamantin Hilfe leistete, um Hilfe zu bitten. Im Jahr 1979 erklärte Mauretanien einen einseitigen Waffenstillstand gegen die Frente Polisario aufgrund des Militärputsches, der ein Jahr zuvor den ehemaligen Präsidenten Moktar Ould Daddah gestürzt hatte. Dadurch war Mauretanien in diesem Konflikt neutralisiert.

Aufteilung der ehemaligen spanischen Sahara zwischen Mauretanien und Marokko im Januar 1976.

Schließlich baute Marokko von 1980 bis 1987 die „Sandmauer“ (mur des sables), eine Verteidigungsmauer, welche die Frente Polisario im Gebiet zwischen der Verteidigungsmauer und der mauretanischen Grenze isolierte. Marokko und Mauretanien haben daher mit Ausnahme des Grenzübergangs Guerguerat am Ende der N1 Marokkos theoretisch keine gemeinsame Grenze.
Vor dem Putsch im Dezember 1984, der Maaouya Ould Sid’Ahmed Taya an die Macht brachte, erklärte die Agentur für mauretanisch-marokkanische Zusammenarbeit (agence de coopération mauritano-marocaine), dass die Beziehungen zwischen den beiden Ländern auf dem Weg der Besserung seien, trotz der angeblichen Mitschuld Marokkos an einem Putschversuch im Jahr 1981 und der anschließenden Anlehnung Mauretaniens an Algerien.
Vertreter beider Seiten initiierten eine Reihe von Kontakten auf niedriger Ebene, die im April 1985 zu einer vollständigen Wiederaufnahme der diplomatischen Beziehungen führten. Für Mauretanien versprach die Entspannungspolitik mit Marokko, die Bedrohung durch marokkanische Einfälle zu beenden, und sie verhinderte auch die Einflussnahme von Marokko durch Oppositionsgruppen, welche sich unter der Präsidentschaft von Mohamed Khouna Ould Haidalla bildeten. Durch das Abkommen mit Mauretanien versuchte Marokko andererseits, seine Kontrolle über die Westsahara zu verstärken, indem es das Eindringen von Polisario-Guerillas über mauretanisches Territorium verhinderte.
Die Beziehungen zwischen Marokko und Mauretanien verbesserten sich 1986 weiter, was den pragmatischen Ansatz von Präsident Maaouya Ould Sid’Ahmed Taya widerspiegelte, wonach nur ein marokkanischer Sieg über die Frente Polisario den Guerillakrieg in der Westsahara beenden würde. Ould Taya machte seinen ersten Besuch in Marokko im Oktober 1985 (vor Besuchen in Algerien und Tunesien), nachdem Marokko behauptet hatte, Polisario-Guerillas würden erneut mauretanisches Territorium durchqueren. Die Fertigstellung einer sechsten Bahnstrecke nördlich der wichtigen Eisenbahnverbindung Mauretaniens entlang der Grenze zur Westsahara zwischen Nouadhibou und den Eisenerzminen hat die Beziehungen zwischen Mauretanien und Marokko jedoch wieder erschwert. Mitte 1987 durchquerten Polisario-Guerillas mauretanisches Territorium, um in die Westsahara einzudringen, eine Situation, die in Marokko Vorwürfe der Mittäterschaft Mauretaniens auslöste. Darüber hinaus besteht bei jedem Gefecht in der Nähe der sechsten Bahnlinie die Gefahr, dass die Kampfhandlungen auf Mauretanien übergreifen und die Eisenbahnverbindung gefährdet wird.
Seit den 1990ern herrscht in den Beziehungen zwischen Marokko und Mauretanien ein stetiger Wechsel, wobei Mauretanien darauf achtet, die Beziehungen zwischen seinen beiden Nachbarn Marokko und Algerien auszugleichen, indem es in der Westsahara-Frage so neutral wie möglich bleibt.

## Wirtschaftsbeziehungen
Die wirtschaftlichen Beziehungen zwischen den beiden Ländern sind stark. Mauretanien mit einer Bevölkerung von 2,5 Mio. Einwohnern, erhält derzeit 1,5 Mrd. US-Dollar pro Jahr aus internationalen Entwicklungsagenturen. Im Jahr 2017 beliefen sich die marokkanischen Exporte auf 1,7 Mrd. Dirham (156 Mio. Euro), während die mauretanischen Exporte nach Marokko 1 miard. Ouguiyas (weniger als 3 Mio. Euro) nicht überstiegen. Auch marokkanische Unternehmen investieren stark in Mauretanien, wie beispielsweise Maroc Télécom, welche 2001 für 84 Mio. US-Dollar eine Mehrheitsbeteiligung an der mauretanischen Telefongesellschaft Mauritel erwarb.
Das marokkanische Amt für Forschung und Bergbau (Office marocain de recherche et d’exploitation minière) besitzt 2,35 % des wichtigsten mauretanischen Unternehmens, der Société Nationale Industrielle et Minière (National Industrial and Mining Company), die Eisenerz abbaut und mehr als 5.000 mauretanische Haushalte versorgt.
Ein weiteres marokkanisches Unternehmen, DRAPOR, eine Tochtergesellschaft des marokkanischen Hafenentwicklungsamtes, beauftragte die Ausbaggerung des Hafens von Nouakchott. Außerdem gibt es eine Partnerschaft zwischen marokkanischen und mauretanischen Unternehmen für den Kraftstoffvertrieb und den Raffineriebau.
Marokko beteiligt sich auch mit internationalen Mitteln an mauretanischen Entwicklungsprojekten, beispielsweise an der 470 Kilometer langen Straße Nouakchott – Nouadhibou. Die Gesamtkosten dieser Straße werden auf 70 Mio. US-Dollar geschätzt. Die Hauptfinanzierung kommt vom Arabischen Fonds für wirtschaftliche und soziale Entwicklung (Arab Fund for Economic and Social Development, الصندوق العربي للإنماء الاقتصادي والاجتماعي‎) der 51,6 Mio. US-Dollar bereitstellt. Die Afrikanische Entwicklungsbank und die Islamische Entwicklungsbank stellen 10 Mio. Dollar bereit, während die mauretanische Regierung 9 Mio. Dollar beisteuert. Vier marokkanische Unternehmen haben sich verpflichtet, die vorläufigen Studien und Pläne für die Straße zu einem Preis von mehr als 39 Mio. Dollar durchzuführen, und die marokkanische Regierung finanziert den Bau von fast 14 km der Straße für 2,6 Mio. US-Dollar.